# Palais législatif de l'Uruguay

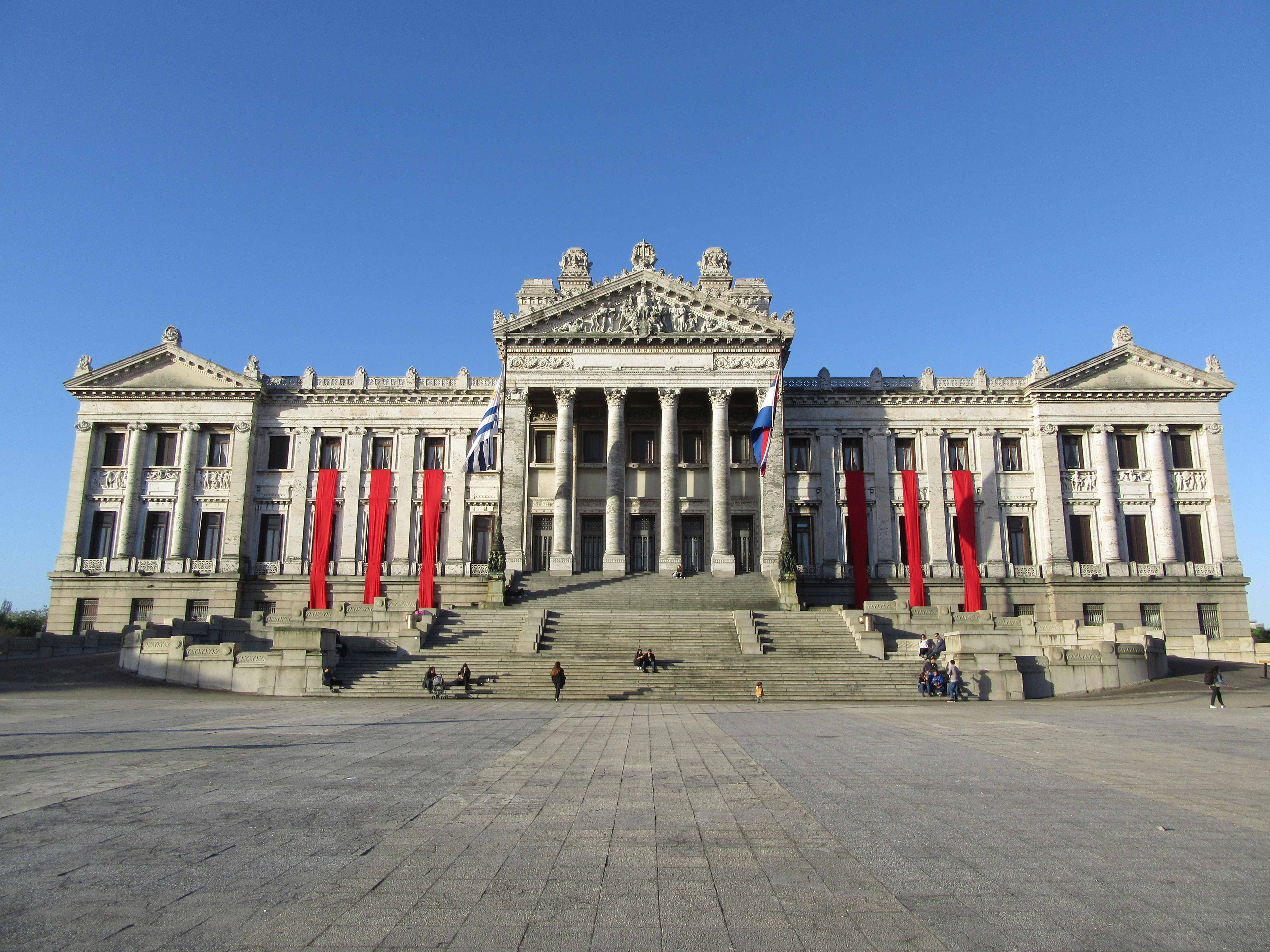
Le Palais législatif de l'Uruguay.

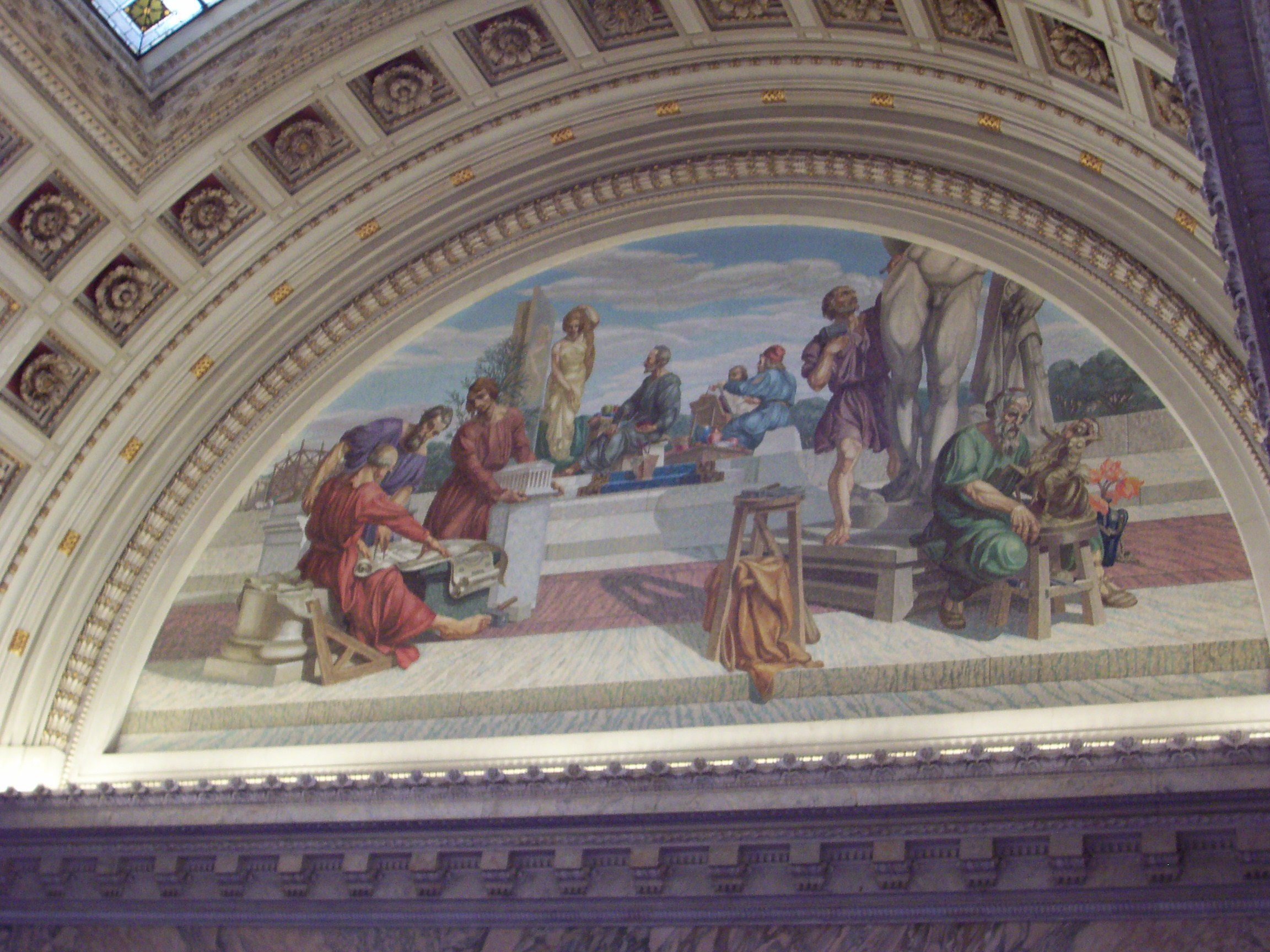
Fresque de la salle des pas perdus.

Le palais législatif de l'Uruguay est le siège officiel de l'Assemblée générale de l'Uruguay,  le parlement bicaméral, détenteur du pouvoir législatif et composé de la Chambre des représentants et du Sénat. Il est situé à Montevideo, capitale du pays.

## Description
Historique
Le palais législatif a été construit entre 1908 et 1925 sur les plans des architectes italiens Gaetano Moretti (1860- 1938) et Vittorio Meano. Le Palais fut inauguré le 25 août 1925 le jour même de la commémoration de la déclaration d'indépendance de l'Uruguay. La façade du bâtiment donne sur une des principales artères de la capitale, l'avenue du Libérateur (Avenida del Libertador Brigadier General Juan Antonio Lavalleja).
La salle des pas perdus
L'entrée située en haut du grand escalier d'honneur donne sur un immense corridor formant la salle des pas perdus qui occupe le centre du palais. Cette salle ouverte et délimitée par des colonnades, mesure 51 mètres de long et s'élève à 23 mètres de haut à son point culminant, la lanterne ou puits de lumière qui éclaire ce vaste endroit. Le 10 août 1929, sur cette salle des pas perdus, la poétesse Juana de Ibarbourou a reçu des mains de l'écrivain Juan Zorrilla de San Martín le titre de "Juana de América". En 1995, la chef d'orchestre Cristina García Banegas a donné un concert de Jean-Sébastien Bach Passion selon saint Matthieu. En 2005, le réalisateur polonais Krzysztof Zanussi a tourné certaines scènes du film Persona non grata dans ce même lieu des pas perdus.
Le dépôt légal
Le Palais législatif partage le dépôt légal avec la Bibliothèque nationale de l'Uruguay.